# 平隆寺 (奈良県三郷町)
平隆寺（へいりゅうじ）は、奈良県生駒郡三郷町勢野東にある寺院。別名として「平群寺」（へぐりでら）、「施鹿薗寺」（せろくおんじ）がある。
飛鳥時代に創建された同名の寺院遺跡である平隆寺跡についても本記事内で説明する。

## 歴史
飛鳥時代に龍田古道沿いに建立され、聖徳太子建立46ケ寺院の一つとされる。当時この一帯は平群氏の支配圏の中枢であり、当寺院も平群氏の氏寺であった。1974年の発掘調査（奈良県教育委員会）で当初の仏塔の位置が、また1998年の発掘調査（奈良県立橿原考古学研究所）では金堂の基壇がそれぞれ判明し、これによって四天王寺式伽藍配置を持っていたと考えられている。
ただし、当寺院が文献上で見られるのは鎌倉時代からで、前記の聖徳太子との関係などもそうした後代の文献に記載されたものである。
現在の建物は江戸時代の初期に建設されたもので、宗派は融通念仏宗である。
本尊は石佛の阿弥陀如来で秘佛とされている。

## 主な年間行事
- 2月涅槃会
- 3月春季彼岸会
- 5月花まつり
- 7月23日地蔵梵
- 8月19日施餓鬼会
- 9月秋季彼岸会
- 11月～12月十夜会

## アクセス
- 近鉄生駒線勢野北口駅より徒歩5分